# Membri della famiglia Dolfin
In questa voce sono raccolte, sotto un'unica lista, i membri appartenuti alla famiglia Dolfin di Venezia e i loro rami.

## Cardinali
| Cardinali di Santa Romana Chiesa | Cardinali di Santa Romana Chiesa | Cardinali di Santa Romana Chiesa | Cardinali di Santa Romana Chiesa | Cardinali di Santa Romana Chiesa       | Cardinali di Santa Romana Chiesa | Cardinali di Santa Romana Chiesa | Cardinali di Santa Romana Chiesa |
| Immagine                         | Stemma                           | Nome                             | Nascita                          | Creato cardinale                       | Morte                            | Incarichi cardinalizi | Incarichi vescovili/arcivescovili e/o altri |
| -------------------------------- | -------------------------------- | -------------------------------- | -------------------------------- | -------------------------------------- | -------------------------------- | --- | --- |
| Ritratto di Delfino Zaccaria     | Stemma di Zaccaria Delfino       | Zaccaria Dolfin                  | 29 marzo 1527                    | 12 marzo 1565 da papa Pio IV           | 29 dicembre 1583                 | Nunzio apostolico in Austria (1553-1556) (1561-1565) Cardinale presbitero di Santa Maria in Aquiro (1565-1578) Cardinale presbitero di Santo Stefano al Monte Celio (1578-1579) Cardinale presbitero di Sant'Anastasia (1579-1583) Cardinale conciliare Camerlengo del Collegio Cardinalizio (1582-1583)                                                                                | Vescovo di Lesina (1553-1574) |
|                                  |                                  | Giovanni Dolfin                  | 15 dicembre 1545                 | 9 giugno 1604 da papa Clemente VIII    | 25 novembre 1622                 | Cardinale presbitero di San Matteo in Merulana (1604-1605) Cardinale presbitero di San Marco (1605-1621) Camerlengo del Collegio Cardinalizio (1619-1620) Cardinale presbitero di San Girolamo dei Croati (1621-1622) Cardinale presbitero di San Carlo ai Catinari (1622) Ambasciatore presso la Confederazione polacco-lituana, Regno di Francia, la Spagna asburgica e la Santa Sede | Vescovo di Vicenza (1604-1606) |
|                                  |                                  | Giovanni Dolfin                  | 22 aprile 1617                   | 7 marzo 1667 da papa Alessandro VII    | 20 luglio 1699                   | Cardinale presbitero di San Salvatore in Lauro (1667-1670) Cardinale presbitero dei Santi Vito, Modesto e Crescenzia (1670-1699) | Vescovo titolare di Tagaste (1656-1657) Vescovo coadiutore di Aquileia (1656-1657) Patriarca di Aquileia (1657-1699)                                                                        |
|                                  |                                  | Daniele "Marco" Dolfin           | 5 ottobre 1653                   | 14 novembre 1699 da papa Innocenzo XII | 5 agosto 1704                    | Nunzio apostolico in Francia (1696-1700) Cardinale presbitero di Santa Susanna (1700-1704) | Abate commendatario di Vangadizza (1689-1704) Vice-Legato di Avignone (1692-1696) Arcivescovo-vescovo di Brescia (1698-1704) Arcivescovo titolare di Damasco (1696-1698)                    |
|                                  |                                  | Daniele Dolfin                   | 22 gennaio 1688                  | 10 aprile 1747 da papa Benedetto XIV   | 13 marzo 1762                    | Cardinale presbitero di Santa Maria sopra Minerva (1747-1758) Cardinale presbitero di San Marco (1758-1762) | Vescovo titolare di Aureliopoli di Lidia (1714-1734) Vescovo coadiutore di Aquileia (1714-1734) Ultimo Patriarca di Aquileia (1734-1751) Primo Arcivescovo metropolita di Udine (1752-1762) |

## Vescovi
| Arcivescovi di Santa Romana Chiesa | Arcivescovi di Santa Romana Chiesa | Arcivescovi di Santa Romana Chiesa | Arcivescovi di Santa Romana Chiesa | Arcivescovi di Santa Romana Chiesa                                                                             | Arcivescovi di Santa Romana Chiesa | Arcivescovi di Santa Romana Chiesa | Arcivescovi di Santa Romana Chiesa                                                              |
| Immagine                           | Stemma                             | Nome                               | Nascita                            | Nominato e/o consacrato vescovo                                                                                | Morte                              | Incarichi vescovili e arcivescovili | Altri incarichi                                                                                 |
| ---------------------------------- | ---------------------------------- | ---------------------------------- | ---------------------------------- | --- | ---------------------------------- | --- | ----------------------------------------------------------------------------------------------- |
|                                    |                                    | Stefano Dolfin                     | data ignota                        | data ignota | data ignota                        | Vescovo di Equilio (1084) |                                                                                                 |
|                                    |                                    | Angelo Dolfin                      | data ignota                        | Nominato 27 maggio 1328 da papa Giovanni XXII                                                                  | 19 agosto 1336                     | Vescovo di Castello (1328-1336) | Preposito di Ravenna Arcipresbitero di Padova                                                   |
|                                    |                                    | Orso Dolfin                        | 1353 o 1354                        | Nominato il 5 novembre 1347 da papa Clemente VI                                                                | 1367                               | Vescovo di Capodistria (1347-1349) Arcivescovo di Candia (1349-1361) Patriarca di Grado (1361-1367) | Amministratore apostolico di Candia (1361-1363) Amministratore apostolico di Modone (1363-1367) |
|                                    |                                    | Leonardo Dolfin                    | 1353 o 1354                        | Nominato il 27 marzo 1382 da papa Urbano VI                                                                    | inizio del 1415                    | Vescovo di Cittanova dell'Estuario (1382-1387) Arcivescovo di Creta (1387-1392) Arcivescovo, titolo personale, di Castello (1392-1401) Patriarca di Alessandria d'Egitto (1401-1402) Arcivescovo di Creta (Candia) (1408-1415) | Amministratore apostolico di Cittanova d'Istria (1401-1408)                                     |
|                                    |                                    | Giovanni Dolfin                    | 30 maggio 1529                     | Nominato il 3 gennaio 1563 da papa Pio IV                                                                      | 1º maggio 1584                     | Vescovo di Torcello (1563-1579) Vescovo di Brescia (1579-1584) |                                                                                                 |
|                                    |                                    | Giovanni Pietro Dolfin C.R.S.A.    | data ignota                        | | data ignota                        | Arcivescovo di Corfù, Zante e Cefalonia (1560-1574) |                                                                                                 |
|                                    |                                    | Gentile Dolfin                     | 1559 circa                         | Nominato il 18 dicembre 1596 da papa Clemente VIII                                                             | 4 marzo 1601                       | Vescovo di Camerino (1596-1601) |                                                                                                 |
|                                    |                                    | Dionisio Dolfin                    | data ignota                        | | 7 settembre 1626                   | Vescovo di Vicenza (1606-1626) |                                                                                                 |
|                                    |                                    | Giovanni Dolfin                    | 1589                               | Nominato il 9 febbraio 1626 da papa Urbano VIII Consacrato il 22 febbraio 1626 dal cardinale Antonio Barberini | 23 giugno 1659                     | Vescovo di Belluno (1626-1634) |                                                                                                 |
|                                    |                                    | Dionisio Dolfin                    | 1663                               | Nominato il 8 febbraio 1698 da papa Innocenzo XII Consacrato il 4 maggio 1698 dal cardinale Giorgio Corner     | 13 agosto 1734                     | Patriarca di Aquileia (1699 - 1734) |                                                                                                 |
|                                    |                                    | Pier Giulio Dolfin                 | 1634                               | Nominato il 28 ottobre 1671 da papa Clemente IX                                                                | 24 aprile 1685                     | Vescovo di Capodistria (1684 - 1685) |                                                                                                 |
|                                    |                                    | Giovanni Paolo Dolfin C.R.L.       | 4 gennaio 1736                     | Nominato il 27 giugno 1774 da papa Clemente XIV Consacrato il 3 luglio 1774 dal cardinale Lodovico Calini      | 19 maggio 1819                     | Vescovo di Ceneda (1774-1777) Vescovo di Bergamo (1777-1819) |                                                                                                 |

## Abati
| Abati di Santa Romana Chiesa | Abati di Santa Romana Chiesa | Abati di Santa Romana Chiesa | Abati di Santa Romana Chiesa | Abati di Santa Romana Chiesa | Abati di Santa Romana Chiesa | Abati di Santa Romana Chiesa                               |
| Immagine                     | Stemma                       | Nome                         | Nascita                      | Nominato abate               | Morte                        | Incarichi                                                  |
| ---------------------------- | ---------------------------- | ---------------------------- | ---------------------------- | ---------------------------- | ---------------------------- | ---------------------------------------------------------- |
|                              |                              | Pietro Dolfin O.B.S. Cam.    | 25 novembre 1444             | 15 gennaio 1525              | 15 gennaio 1525              | Generale dell'Ordine camaldolese (1471-1514)               |
|                              |                              | Maria Elisabetta Dolfin      | data ignota                  | data ignota                  | data ignota                  | Abadessa del monastero del Corpus Domini di Venezia (1730) |
|                              |                              | Cecilia Dolfin               | data ignota                  | data ignota                  | data ignota                  | Abadessa del monastero di San Severo (1760-1763)           |

## Politici e militari
La famiglia annoverò numerosi membri che ricoprirono ruoli importanti nella politica della Serenissima. Diversi esponenti furono, senatori, ambasciatori, funzionari, capitani e avogador, influenzando in diversi periodi della sua storia le sorti della Repubblica di Venezia.

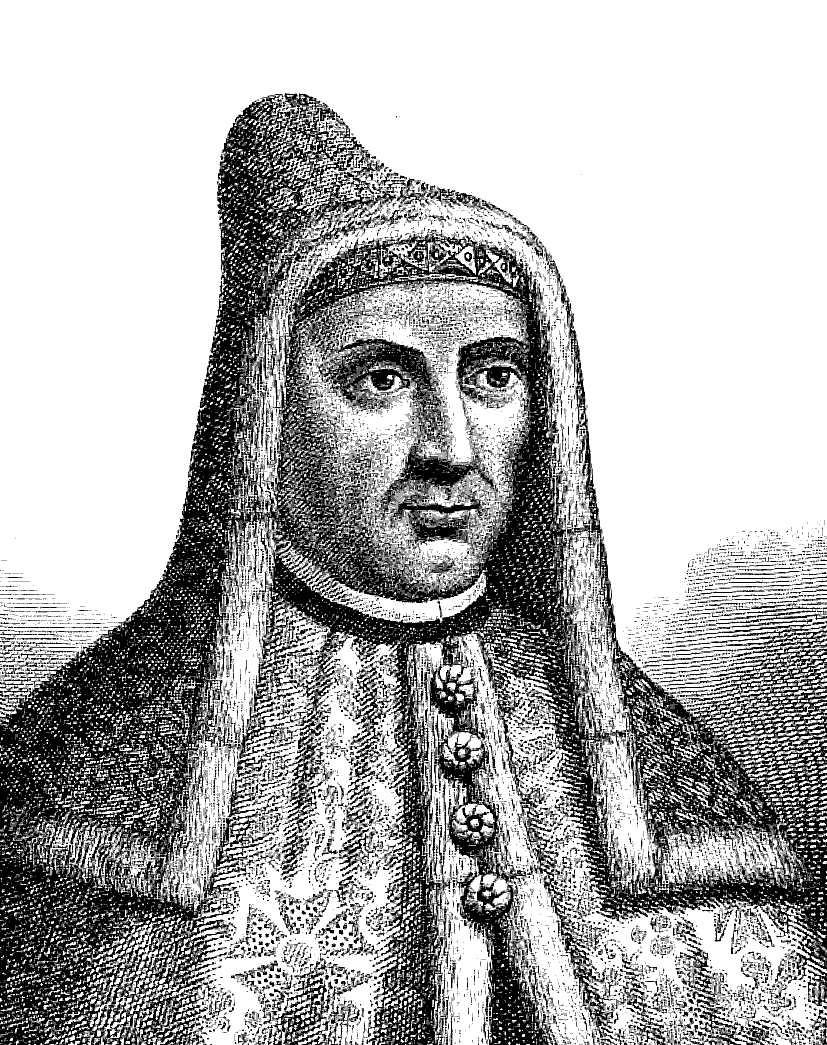
Giovanni Dolfin, 57° Doge della Repubblica di Venezia.[N 1]
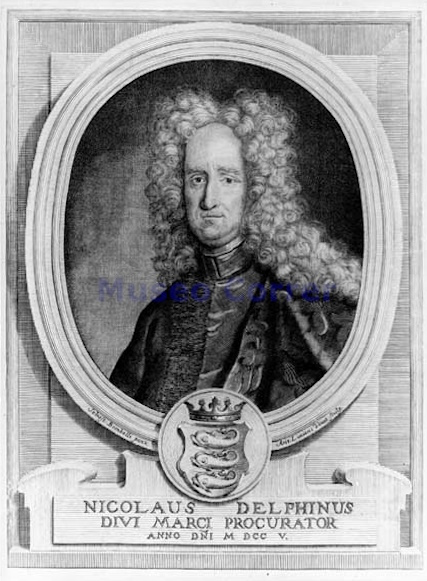
Nicolò Dolfin, uno dei numerosi procuratori di San Marco della famiglia.
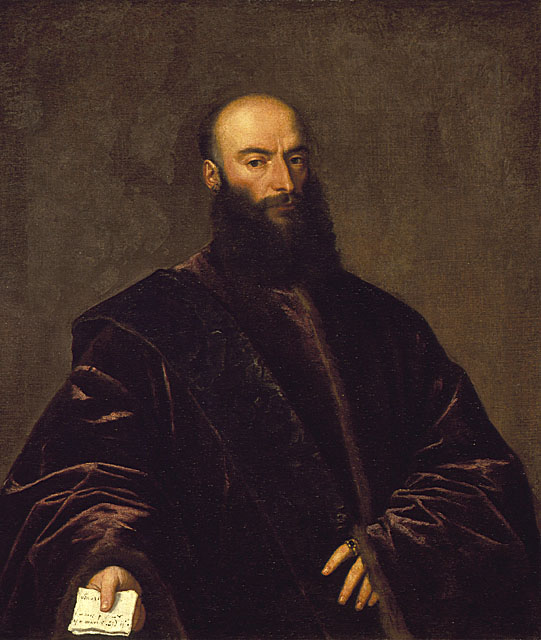
Jacopo di Andrea Dolfin, uno dei numerosi ambasciatori della famiglia, nonché provveditore a Orzinuovi.
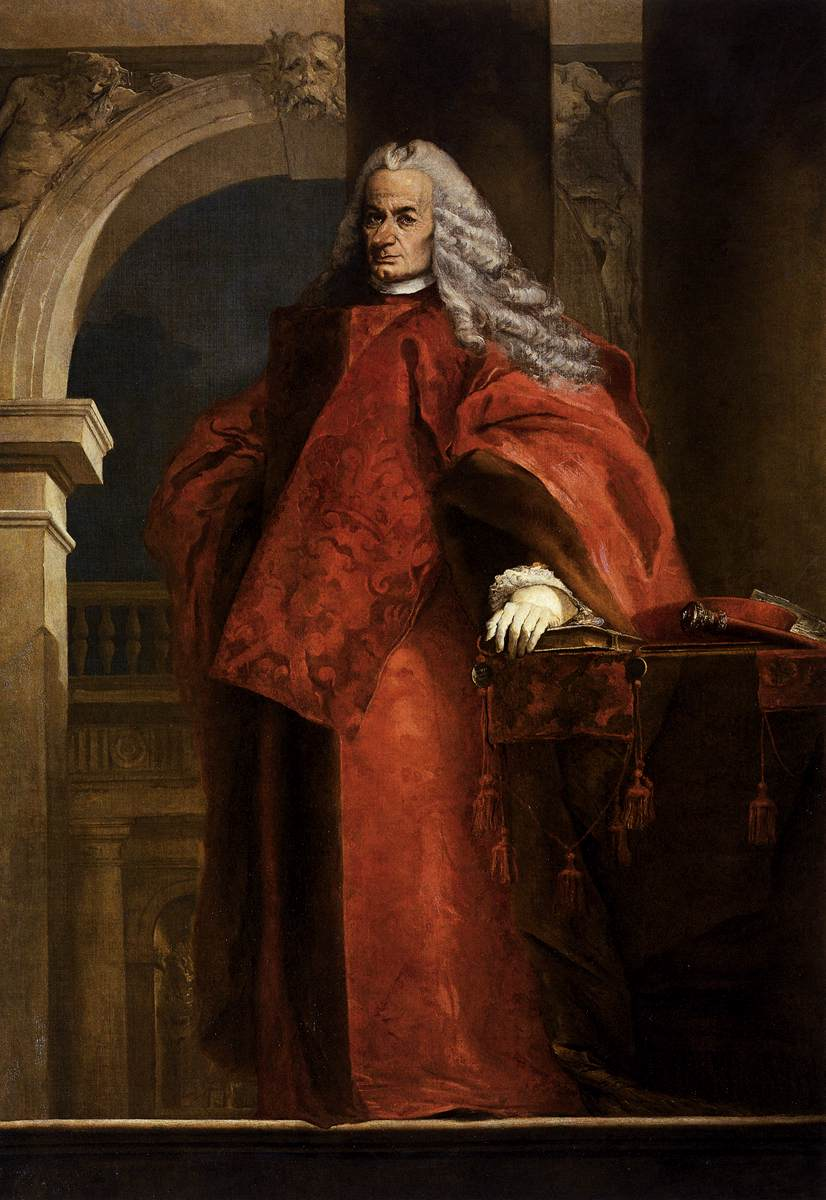
Daniele Girolamo Dolfin, militare e politico.[N 2]
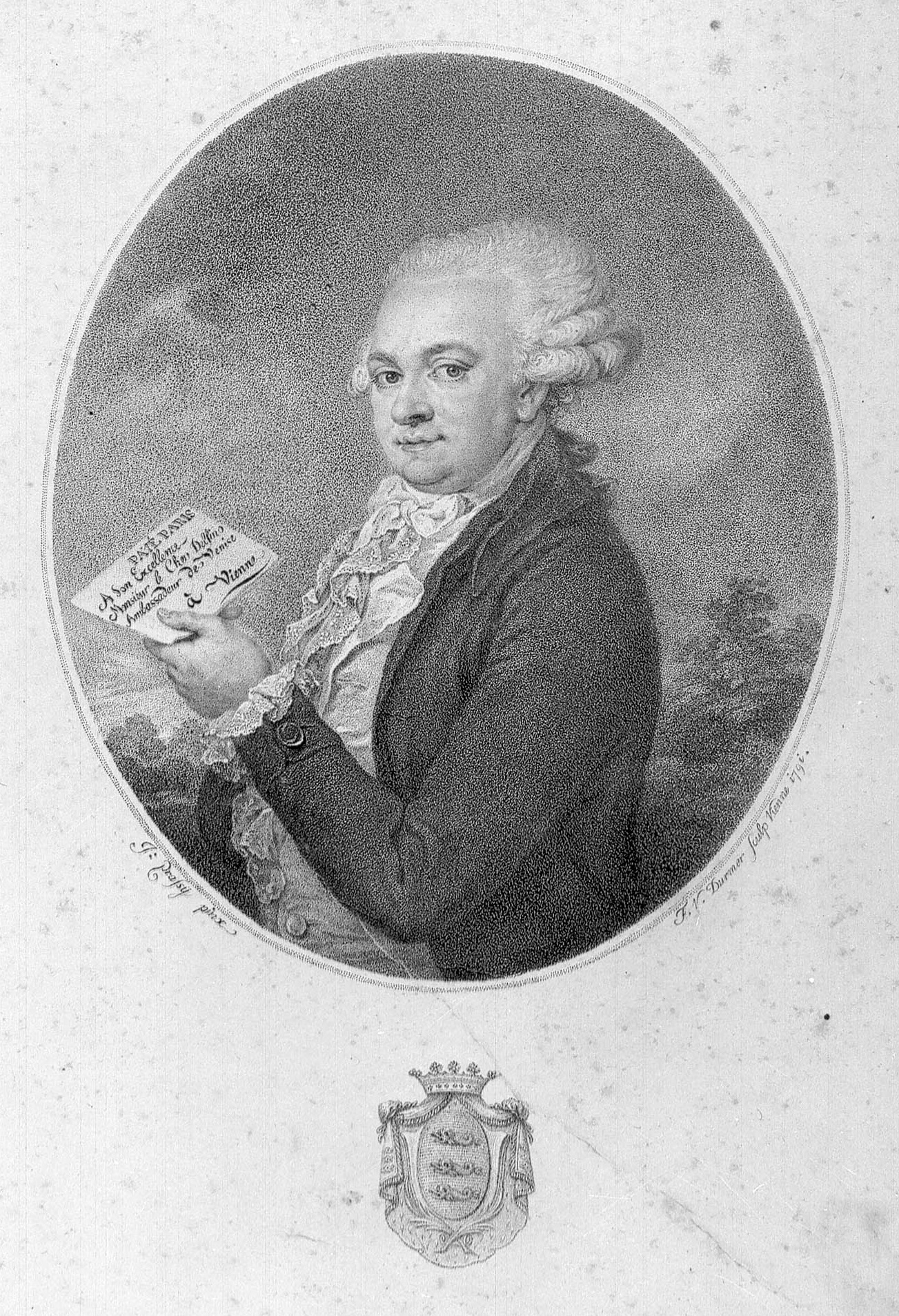
Daniele Andrea Dolfin, ambasciatore della Serenissima presso il Regno di Francia dal 1780 al 1786. Ebbe inoltre numerosi altri incarichi politici.[N 3]

- Domenico Dolfin, Procuratore di San Marco nel 1095;
- Giovanni Dolfin, Procuratore di San Marco nel 1114;
- Guglielmo Dolfin Procuratore di San Marco nel 1155;
- Domenico Dolfin, Duca di Candia nel 1216;
- Gregorio Dolfin Duca di Candia nel 1240;
- Delfino Dolfin, Balio di Costantinopoli nel 1250;[N 4]
- Giacomo Dolfin, Duca di Candia nel 1261;
- Baldovino Dolfin, Conte di Zara nel 1315 al 1328, Governatore di Ragusa dal 1327 al 1328, Podestà di Chioggia nel 1324 e Membro del Minor Consiglio nel 1324;[5][N 5]
- Giorgio Dolfin, ambasciatore in Armenia nel 1329;[6]
- Giovanni Dolfin, Console veneziano in Siria dal 1431 al 1433;[7]
- Paolo Dolfin ambasciatore nella Repubblica di Genova nel 1483;[8]
- Vittore Dolfin, Rettore di Belluno dal 6 febbraio al 18 settembre 1493, morto in carica;[9]
- Alvise Dolfin, Rettore di Belluno dal 1507 al 1508;[9]
- Alvise Dolfin, Rettore di Belluno dal 1582 al 1583;[10]
- Nicolò Dolfin, Podestà e capitano di Crema dal 1584 al 1585;
- Flaminio Dolfin, generale dell'esercito e comandante della flotta dello Stato Pontificio;
- Giovanni Delfino, ambasciatore nel 1601 presso Enrico IV di Francia;[11]
- Cesare Dolfin, conte di Spalato nel 1607;[12]
- Chiara Dolfin, 96° Dogaressa della Repubblica di Venezia, consorte di Giovanni I Corner;
- Daniele Dolfin, Podestà di Rovigo dal 1660 al 1662;[13]
- Leonardo Dolfin, Rettore di Belluno dal 1653 al 1654;[14]
- Pietro Dolfin, Rettore di Belluno dal 1664 al 1665;[14]
- Gaetano Dolfin Podestà e capitano di Crema dal 1743 al 1745;
- Gaetano Dolfin, Podestà di Rovigo nel 1750.[15]

## Autori, mecenati e artisti
- Giorgio "Zorzi" Dolfin (1396-1458), del ramo di San Canciano, autore di una Cronicha dela nobil cità de Venetia et dela sua provintia et destretto (dalle origini al 1458);[16]
- Jacopo Dolfin (Venezia, 1465 - Venezia, 26 gennaio 1507), del ramo di San Canciano, figlio di Pietro di Giorgio e di Margherita di Giovanni Contarini, commissionò al pittore Giovanni Bellini una pala d'altare in memoria dei suoi genitori e una Sacra conversazione nella cappella di famiglia, presso la chiesa di S. Francesco della Vigna;
- Giovanni Pietro Dolfin (1709-1770), scrittore, teologo e religioso, Preposto di Brescia. Scrisse riflessioni teologiche e scritti artistici.
- Pietro Dolfin (?-?), librettista.[17]
- Caterina Dolfin (1736-1793), poetessa, moglie di Andrea Tron.

### Esplicative
1. ↑  Prima del dogado ricoprì i ruoli di Giudice di petizion nel 1345 e Procuratore di San Marco de supra nel 1350.
2. ↑  Ricoprì i ruoli di Provveditore Generale in Dalmazia e Albania dal 1692 al 1696, Provveditore Generale delle Isole nel 1699, inviato speciale presso Leopoldo I 1700, Provveditore Generale da Mar dal 1714 al 1716, Ambasciatore presso la Confederazione polacco-lituana nel 1717.
3. ↑  Ricoprì i ruoli di Capitano e vicepodestà di Verona dal 1775 al 1777, ambasciatore della Serenissima presso il Sacro Romano Impero dal 1786 al 1793, savio del Consiglio dei dieci negli anni 1793, 1795 e 1796.
4. ↑  Fu membro del ramo di San Canciano.
5. ↑  Membro del ramo di Santi Apostoli.

### Fonti
1. ↑   Lodovico Antonio Muratori, Giosuè Carducci e Vittorio Fiorini, Rerum italicarum scriptores: raccolta degli storici italiani dal cinquecento al millecinquecento, Tipi dell'editore S. Lapi, 1728,  p. 519. URL consultato l'11 marzo 2025.
2. 1 2   DOLFIN, Leonardo, detto Angelo - Treccani, su Treccani. URL consultato il 22 maggio 2024.
3. ↑   Cod. 367, su nuovabibliotecamanoscritta.it.
4. ↑   Emmanuele Antonio Cicogna, Delle Inscrizioni Veneziane: 3, Presso Giuseppe Orlandelli, 1830,  p. 99. URL consultato il 6 marzo 2025.
5. ↑   DOLFIN, Baldovino - Enciclopedia, su Treccani. URL consultato il 3 febbraio 2025.
6. ↑   Guglielmo Berchet, La repubblica di Venezia e la Persia, Torino, Tipografia G. B. Paravia, 1865,  p. 62. URL consultato il 16 febbraio 2025.
«Per decreto del Senato, 4 febbraio 1329.»
7. ↑   Carlo Guarmani, Gl'italiani in Terra Santa, Tip. Fava e Garagnani, 1872,  p. 368. URL consultato il 7 marzo 2025.
8. ↑  (EN) Tessa Beverley, Venetian ambassadors 1454-94: an Italian élite (PDF), a cura di Dipartimento di storia, Università di Warwick, settembre 1999,  p. 291. URL consultato il 12 febbraio 2025.
9. 1 2   Dizionario corografico-universale dell'Italia, stabilimento Civelli Giuseppe e C., 1854,  p. 91. URL consultato il 7 marzo 2025.
10. ↑   Dizionario corografico-universale dell'Italia, stabilimento Civelli Giuseppe e C., 1854,  p. 92. URL consultato il 7 marzo 2025.
11. ↑  (FR) Armand Baschet, Les archives de Venise. Histoire de la chancellerie secrète: le sénat, le cabinet des ministres, le conseil des Dix et les inquisiteurs d'Etat dans leurs rapports avec la France., Parigi, 1870,  p. 354. URL consultato il 14 febbraio 2025.
12. ↑   Elisa Bars. (a cura di), Vicenza, Biblioteca civica Bertoliana, manoscritto 1019, su nuovabibliotecamanoscritta.it, 28 giugno 2011. URL consultato il 3 febbraio 2025.
13. ↑   AA.VV., Relazioni dei rettori veneti in terraferma: Podestaria e capitanato di Rovigo, Rovigo, Giuffrè, 1973,  p. xiv. URL consultato il 16 febbraio 2025.
14. 1 2   Dizionario corografico-universale dell'Italia, stabilimento Civelli Giuseppe e C., 1854,  p. 93. URL consultato il 7 marzo 2025.
15. ↑   Gaetano Dolfin, su Nuova Biblioteca Manoscritta. URL consultato il 17 febbraio 2025.
16. ↑   DOLFIN, Giorgio, detto Bagion - Enciclopedia, su Treccani. URL consultato il 13 gennaio 2025.
17. ↑   Gherardo Casaglia - Almanacco, su almanac-gherardo-casaglia.com. URL consultato il 1º marzo 2025.